# Клуб Ігоря Плотка
Клуб Ігоря Плотка — символічна група українських футболістів, які зіграли щонайменше за 8 команд вищої/Прем'єр-ліги України за час своєї кар'єри. Ігор Плотко був першим з футболістів українських клубів, хто зіграв у складі стількох команд.

## Історія створення
3 серпня 2014 року на сайті UA-Футбол спортивний журналіст із Запоріжжя Володимир Миленко вперше опублікував цей список.

## Члени клубу
Станом на 27 вересня 2020:
| #  | Футболісти          | Клуби | Роки      | К-ть клубів |
| -- | ------------------- | --- | --------- | ----------- |
| 1  | Ігор Плотко         | «Волинь» (Луцьк), «Карпати» (Львів), «Дніпро» (Дніпропетровськ), «Торпедо» (Запоріжжя), «Металург» (Запоріжжя), «Кривбас» (Кривий Ріг), «Металург» (Маріуполь), «Поліграфтехніка» (Олександрія) | 1992-2003 | 8           |
| 2  | Сергій Леженцев     | «Кремінь» (Кременчук), «Нива» (Тернопіль), «Динамо» (Київ), «Чорноморець» (Одеса), «Ворскла» (Полтава), «Таврія» (Сімферополь), «Металіст» (Харків), «Кривбас» (Кривий Ріг)                     | 1992-2004 | 8           |
| 3  | Сергій Ковалець     | «Динамо» (Київ), «Дніпро» (Дніпропетровськ), «Чорноморець» (Одеса), «Карпати» (Львів), «Металург» (Запоріжжя), «Оболонь» (Київ), «Волинь» (Луцьк), «Борисфен» (Бориспіль)                       | 1992-2004 | 8           |
| 4  | Сергій Мізін        | «Динамо» (Київ), «Дніпро» (Дніпропетровськ), «Чорноморець» (Одеса), «ЦСКА» (Київ), «Карпати» (Львів), «Кривбас» (Кривий Ріг), «Металіст» (Харків), «Арсенал» (Київ)                             | 1992-2008 | 8           |
| 5  | Володимир Ковалюк   | «Карпати» (Львів), «Прикарпаття» (Івано-Франківськ), «Дніпро» (Дніпропетровськ), «Динамо» (Київ), «Шахтар» (Донецьк), «Кривбас» (Кривий Ріг), «Борисфен» (Бориспіль), «Волинь» (Луцьк)          | 1992-2006 | 8           |
| 6  | Сергій Шищенко      | «Металіст» (Харків), «Шахтар» (Донецьк), «Нива» (Тернопіль), «Кривбас» (Кривий Ріг), «Металург» (Запоріжжя), «Металлург» (Донецк), «Іллічівець» (Маріуполь), «Чорноморець» (Одеса)              | 1993-2009 | 8           |
| 7  | Юрій Целих          | «Динамо» (Київ), «Ворскла»/«Ворскла-Нафтогаз» (Полтава), «Закарпаття» (Ужгород), «Оболонь» (Київ), «Металург» (Запоріжжя), «Металіст» (Харків), «Харків» (Харків), «Зоря» (Луганськ)            | 1999-2008 | 8           |
| 8  | Ігор Скоба          | «Закарпаття» (Ужгород), «Динамо» (Київ), «Оболонь» (Київ), «Арсенал» (Київ), «Іллічівець» (Маріуполь), «Зоря» (Луганськ), «Волинь» (Луцьк), «Севастополь» (Севастополь)                         | 2002-2011 | 8           |
| 9  | Володимир Єзерський | «Карпати» (Львів), «Динамо» (Київ), «Кривбас» (Кривий Ріг), «Дніпро» (Дніпропетровськ), «Шахтар» (Донецьк), «Зоря» (Луганськ), «Таврія» (Сімферополь), «Говерла» (Ужгород)                      | 1997-2013 | 8           |
| 10 | Володимир Лисенко   | «Динамо» (Київ), «Арсенал» (Київ), «Металіст» (Харків), «Волинь» (Луцьк), «Кривбас» (Кривий Ріг), «Говерла» (Ужгород), «Севастополь» (Севастополь), «Олімпік» (Донецьк), «Колос» (Ковалівка)    | 2007—     | 9           |
| 11 | Володимир Прийомов  | «Металлург» (Донецк), «Шахтар» (Донецьк), «Чорноморець» (Одеса), «Кривбас» (Кривий Ріг), «Металург» (Запоріжжя), «Металіст» (Харків), «Олександрія» (Олександрія), «Олімпік» (Донецьк)          | 2005-2017 | 8           |
| 12 | Павло Ксьонз        | «Закарпаття» (Ужгород), «Іллічівець» (Маріуполь), «Харків» (Харків), «Олександрія» (Олександрія), «Карпати» (Львів), «Металіст» (Харків), «Дніпро» (Дніпропетровськ), «Олімпік» (Донецьк)       | 2007-2020 | 8           |
| 13 | Валерій Федорчук    | «Львів» (Львів), «Кривбас» (Кривий Ріг), «Дніпро» (Дніпропетровськ), «Карпати» (Львів), «Волинь» (Луцьк), «Динамо» (Київ), «Верес» (Рівне), «Маріуполь» (Маріуполь), «Рух» (Львів)              | 2008—     | 9           |
| 14 | Олександр Гладкий   | «Металіст» (Харків), «Харків» (Харків), «Шахтар» (Донецьк), «Дніпро» (Дніпропетровськ), «Карпати» (Львів), «Динамо» (Київ), «Чорноморець» (Одеса), «Зоря» (Луганськ)                            | 2004—     | 8           |